# Nitroderivado

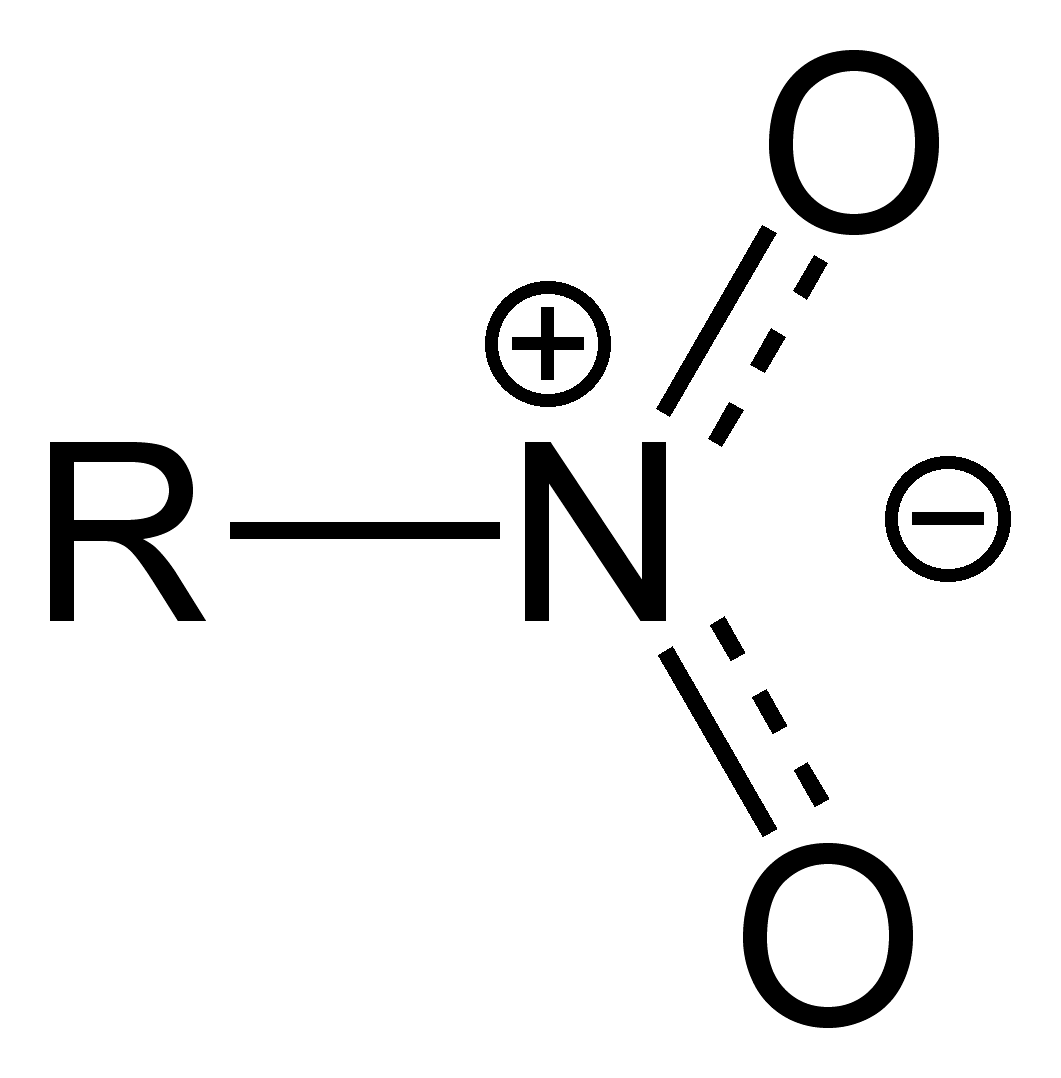
Estructura del grupo nitro.

Los nitroderivados (o nitrocompuestos o compuestos nitro) son compuestos orgánicos que contienen uno o más grupos funcionales nitro (-NO2). Son a menudo altamente explosivos; impurezas varias o una manipulación inapropiada pueden fácilmente desencadenar una descomposición exotérmica violenta.
Los compuestos nitro aromáticos son sintetizados por la acción de una mezcla de ácidos sulfúrico y nítrico sobre la molécula orgánica correspondiente. Algunos ejemplos de este tipo de compuestos son el 2,4,6-trinitrofenol (ácido pícrico), el 2,4,6-trinitrotolueno y el 2,4,6-trinitroresorcinol (ácido estífnico).

## Preparación
En síntesis orgánica existen varios métodos para preparar compuestos nitro.

### Compuestos nitro alifáticos
- El nitrometano se adiciona a aldehídos en una adición 1,2 en la reacción nitroaldólica.
- El nitrometano se adiciona a compuestos carbonílicos alfa-beta insaturados en la adición 1,4 de la reacción de Michael actuando como un "dador" de Michael.
- El nitroetileno es un "aceptor" de Michael en la reacción de Michael con compuestos enolato.
- En reacciones de sustitución nucleófila sobre haluro de alquilo mediante nitrito de sodio (NaNO2) se obtienen nitroalcanos.
- En sustitución nucleofílica alifática, el nitrito de sodio (NaNO2) reemplaza a un halógeno de un α-halonitrocompuesto. Esta reacción se denomina reacción de ter Meer (1876) ya que fue descubierta por Edmund ter Meer.:[1]

### Compuestos nitro aromáticos
- En una sustitución electrófila aromática, el ácido nítrico reacciona con compuestos aromáticos en lo que se conoce como nitración.
- Un método clásico partiendo de fenoles halogenados es la nitración de Zincke.

## Reacciones
Los compuestos nitro participan en varias reacciones orgánicas.
El grupo nitro posee un fuerte efecto atractor o aceptor de electrones y esta propiedad gobierna la química de las moléculas que lo contienen. De ahí que, por ejemplo, los nitroalquenos sean poderosos dienófilos o sufran con facilidad la adición de nucleófilos. Ambos tipos de reacciones, Diels-Alder y Michael, son de extraordinario interés en síntesis orgánica.

### Compuestos nitro alifáticos
- Los compuestos nitro alifáticos son reducidos a aminas con hierro y ácido clorhídrico.
- Conversión de los compuestos nitro a aldehídos o cetonas mediante la reacción de Nef.

### Compuestos nitro aromáticos
- La reducción de compuestos nitro aromáticos con hidrógeno sobre un catalizador de paladio/carbono conduce a anilinas. Existen otros métodos como el uso de hierro y ácido clorhídrico (Reducción de Bechamp).
- La presencia de grupos nitro facilita las sustituciones nucleófilas aromáticas.